# Mali Miletinac
Mali Miletinac – wieś w Chorwacji, w żupanii bielowarsko-bilogorskiej, w gminie Đulovac. W 2011 roku liczyła 22 mieszkańców.